# ロイド・バンクス
ロイド・バンクス（Lloyd Banks、本名：クリストファー・ロイド、1982年4月30日 - ）は、アメリカ合衆国のヒップホップMC。

## プロフィール
ニューヨーク州ニューヨーク市クイーンズ区ジャマイカ出身。父親はアフリカ系アメリカ人、母親はプエルトリコ人。
彼のMCネーム“ロイド・バンクス”は、本名と同じクリス・ロイドと言う名前の叔父が2人もいたこと。バンクスという名前の祖父がいて、刑務所の出入りを繰り返していた2人の叔父から“リル・バンクス”と呼ばれ可愛がられた事から由来する。
ロイドの両親は未婚で若く、父親はほとんど刑務所にいる状態で育った。その後幼馴染のトニー・イェイヨーから50セントをフロントとしたGユニットに迎え入れられ、50セントのデビューアルバム『Get Rich Or Die Tryin'』に客演後、彼にフックアップされる形で2004年にアルバム『The Hunger For More』を発表。

## ディスコグラフィー

### アルバム
| 2004                                      | The Hunger for More              | - 発売日: 2004年6月29日 - レーベル: G-Unit, Interscope - フォーマット: CD, digital download - 全米売上: 100万枚   | 1  | 2 | 37 | 45 | 36 | 52 | 65 | 15 | - US: プラチナ - CAN: プラチナ - UK: シルバー |
| 2006                                      | Rotten Apple                     | - 発売日: 2006年10月10日 - レーベル: G-Unit, Interscope - フォーマット: CD, digital download - 全米売上: 35.1万枚 | 3  | 6 | 65 | 51 | 27 | —  | 36 | 40 |                                               |
| 2010                                      | H.F.M. 2 (The Hunger for More 2) | - 発売日: 2010年11月22日 - レーベル: G-Unit, EMI - フォーマット: CD, digital download - 全米売上: 4.9万枚         | 26 | 4 | —  | —  | —  | —  | —  | —  |                                               |
| "—"は未発売またはチャート圏外を意味する。 |                                  | |    |   |    |    |    |    |    |    |                                               |

### シングル
- 『On Fire』(G-unit / interscope) 2004年
- 『Warrior pt.2』(G-unit/ interscope) 2004年
- 『I'm So Fly』(G-unit / interscope) 2004年
- 『Hands Up』(G-unit / interscope) 2006年
- 『Help』(G-unit / interscope) 2006年
- 『The Cake』(G-unit / interscope) 2006年

### Mix CD
- 『Cashing In Mo Money in Bank Pt 3』
- 『S.W.A.T. Lloyd Banks』
- 『Lloyd Banks Mo Money in Bank Pt 2 』
- 『Lloyd Banks Money in the Bank』

（G-UnitのOfficial DJであるDJ Whookidの作品のみ掲載。）